# Jean-Joseph Allemand
 (mai 2023).
Si vous disposez d'ouvrages ou d'articles de référence ou si vous connaissez des sites web de qualité traitant du thème abordé ici, merci de compléter l'article en donnant les références utiles à sa vérifiabilité et en les liant à la section « Notes et références ».
Pour les articles homonymes, voir Allemand (homonymie).
Jean-Joseph Allemand, surnommé « le père de la jeunesse », né le 27 décembre 1772 à Marseille et mort le 10 avril 1836 dans la même ville, est un prêtre catholique français, fondateur de l'Institut de l'œuvre de la jeunesse Jean Joseph Allemand en 1799.

## Biographie
Jean-Joseph Allemand est issu d'une famille nombreuse de quatre garçons et trois filles dont le père exerce le commerce dans une mercerie-alimentation située dans la rue Bonneterie. À 18 ans, en 1790, en pleine Révolution, Jean-Joseph Allemand annonce à ses parents qu'il veut devenir prêtre. Durant deux années il ne peut qu'attendre car il n'y a plus de séminaire ni d'évêque à Marseille.
À 20 ans, il commence sa formation, aidé par trois prêtres du patronage du Bon Pasteur rencontrés à Marseille. L'un d'eux, le père Reimonet, l'accueille chez lui et s'occupe de lui en cachette. Une grande confiance et une forte amitié les unit. En 1797, l'évêque de Grasse François d'Estienne de Saint-Jean de Prunières peut enfin entrer à Marseille et il ordonne Jean-Joseph Allemand le 19 juillet 1798 à la propriété des Carvin à Saint-Barnabé, dans l'anonymat le plus complet. Il a 26 ans. Le 2 juin de la même année, il est préalablement ordonné diacre.
Il commence son ministère dans le secret et la pauvreté la plus absolue. Il est très apprécié. Avec des temps plus calmes, Jean-Joseph décide de s'occuper de jeunes malgré l'avis contraire de beaucoup qui l'en croient incapable. Avec l'apaisement produit par le concordat de 1801, il en vient à organiser des activités pour les jeunes. Il commence avec quatre d'entre-eux dans une chambre de bonne : c'est la première œuvre de jeunesse.
L'institut de l'Œuvre de la jeunesse Jean Joseph Allemand devient une organisation laïque de droit pontifical consacré à l'animation des loisirs des jeunes au sein d'œuvres de jeunesse créée en 1799 à Marseille,,.
À travers l'Œuvre de la jeunesse, l'abbé Jean-Joseph Allemand est l'artisan d'une vision particulière de l'éducation, de la pédagogie et plus précisément de l'éducation chrétienne. Si l'enfance existe à peine en tant que stade de la vie à part entière au début du XIXe siècle, l'adolescence est même alors absente de la vision de l'éducation. Les effectifs croissent et malgré de nouvelles difficultés (fermeture de l'œuvre de 1809 à 1814 durant laquelle les activités continuent clandestinement) l'œuvre grandit. En 1820, l'œuvre s'installe dans une grande ferme, alors en bordure de la ville qui est encore la maison mère de l'Œuvre.
Il meurt le 10 avril 1836.
En 2023, son dossier de béatification est toujours en cours d'instruction au Vatican.

## L'institut de l'Œuvre de la jeunesse Jean Joseph Allemand
Institut religieux séculier de droit pontifical, l'institut de l'Œuvre de la jeunesse Jean Joseph Allemand est créé à la suite de la fondation de l'Œuvre de la jeunesse pour la poursuivre. Si les membres de l'institut, appelés « les Messieurs », sont religieux, certains sont également prêtres, au service des jeunes et du diocèse de Marseille.
Son ministère au service des jeunes est également à l'origine d'autres mouvements d'éducation populaire confessionnels comme les œuvres de Joseph-Marie Timon-David ou encore le Patro en Belgique.